# 看西
看西，是臺灣臺南市新市區的一個傳統地域名稱，位於該區西北部。相較於今日行政區，其範圍大致為豐華里西半部不含南半凸出部分的西段、大洲里北部邊界地帶西半部的中央段。

## 歷史
台灣日治初期，看西地區為一（舊制）街庄，稱為「看西庄」，隸屬於新化里西堡。該庄西北與港仔尾庄為鄰，北與直加弄庄、灣裡街為鄰，東與道爺庄為鄰，南邊為橋頭庄、大洲庄，西邊為港口庄。
1901年（日治明治三十四年）11月，全台設置二十廳，該庄隸屬於臺南廳。1903年（明治三十六年）6月，該庄編入「新市區」，隸屬於臺南廳。1909年（明治四十二年）10月，合併二十廳為十二廳，新市區仍隸屬於臺南廳。1920年（大正九年），廢十二廳改設五州二廳，該庄改制為「看西」大字，隸屬於臺南州新化郡新市庄（新制街庄）。
戰後新市庄改制為新市鄉，隸屬於臺南縣，大字亦改制為村。1950年雲、嘉、南分治，新市鄉仍隸屬於臺南縣。2010年12月25日，因臺南縣市合併為直轄市臺南市，新市鄉改制為新市區，村亦改制為里。

## 聚落
本地區發展較早的聚落有中藔（已消失）、看西、大路塘、堤塘等，在日治期初期的官方地圖上已有記載。

## 交通
國道1號又稱「中山高速公路」，是貫穿台灣西部的兩條縱向高速公路之一，經過本地區西部，並在南部邊界西側與國道8號交會處設有台南系統交流道。最近的一般交流道在北側是縣道178號交會處附近的安定交流道；在南側是省道台1線交會處的永康交流道。由此等可快速前往國道1號沿線各地。
國道8號又稱「臺南支線」，經過本地區西南部凸出部分，並在南部邊界西側與國道1號交會處設有台南系統交流道。最近的一般交流道在西側是區道南113線交會處的南133線平交路口；在東側是省道台1線旁南科聯絡道的新市交流道；由此等可快速國道8號沿線各地。
區道南133線是樹谷至港口南的道路。
區道南134線是南安至新市的道路。
區道南135線是看西至新市的道路。

## 產業
- 南部科學園區：本地區東北端劃入該園區範圍內。
- 樹谷液晶電視專業區（樹谷園區）：本地區東北半部（不含東北端）劃入該園區範圍內。